# Haplogrupo I (ADNmt)
Haplogrupo I es un haplogrupo de ADN mitocondrial humano (ADNmt). Se cree que se originó hace aproximadamente 21 000 años, durante el período del Último Máximo Glacial (LGM) en Asia Occidental
(según Olivieri (2013); 

Terreros (2011); 

Fernandes, 2012). 

Este haplogrupo es inusual porque ahora está ampliamente distribuido geográficamente, pero es común solo en unas pocas áreas específicas de África Oriental, Asia Occidental y Europa. Es especialmente común entre los El Molo y los Rendille de Kenia, en varias regiones de Irán, entre los lemkos de Eslovaquia, Polonia y Ucrania, en la isla de Krk en Croacia, en el departamento de Finistère en Francia y en algunas partes de Escocia e Irlanda.

## Origen
El haplogrupo I es un descendiente (subclado) del haplogrupo N1a1b y hermano del haplogrupo N1a1b1 
(Olivieri, 2013). Se cree que surgió en algún lugar de Asia Occidental hace entre 17,263 y 24,451 años antes del presente (AP) (Behar, 2012b), con una edad de coalescencia de hace 20.1 mil años (Olivieri, 2013). Se ha sugerido que su origen podría estar en Irán o, más generalmente, en el Cercano Oriente (Terreros, 2011). Ha divergido en al menos siete clados distintos, es decir, ramas I1–I7, datadas entre 16 y 6.8 mil años (Olivieri, 2013). La hipótesis sobre su origen en el Cercano Oriente se basa en el hecho de que todos los clados del haplogrupo I, especialmente aquellos del período Glacial Tardío (I1, I4, I5 e I6), incluyen mitogenomas del Cercano Oriente (Olivieri, 2013).
Las estimaciones de edad y la dispersión de algunos subclados (I1, I2’3, I5) son similares a las de los principales subclados de los haplogrupos de ADNmt J y T, lo que indica una posible dispersión del haplogrupo I hacia Europa durante el período Glacial Tardío (c. 18–12 mil años) y el período postglacial (c. 10 u 11 mil años), varios milenios antes del período neolítico europeo. Algunos subclados (I1a1, I2, I1c1, I3) muestran signos de la difusión neolítica de la agricultura y el pastoralismo dentro de Europa (Olivieri, 2013).

Es notable que, con la excepción de su vecino del norte, Azerbaiyán, Irán sea la única población en la que el haplogrupo I exhibe niveles polimórficos. Además, un gráfico de contorno basado en la distribución filogeográfica regional del haplogrupo I muestra gradientes de frecuencia consistentes con un origen en Irán... Por otra parte, en comparación con otras poblaciones de la región, las del Levante (Irak, Siria y Palestina) y la Península Arábiga (Omán y EAU) muestran proporciones significativamente menores de individuos con haplogrupo I... Este haplogrupo se ha detectado en grupos europeos (Krk, una pequeña isla frente a la costa de Croacia (11.3 %), y Lemko, un grupo aislado de las Tierras Altas de los Cárpatos (11.3 %)) en frecuencias comparables a las observadas en la población del norte de Irán. Sin embargo, las frecuencias más altas del haplogrupo dentro de Europa se encuentran en aislados geográficos y probablemente sean el resultado de efectos fundador y/o deriva genética... es plausible que los altos niveles del haplogrupo I presentes en Irán sean el resultado de un enriquecimiento localizado debido a la acción de la deriva genética o puedan señalar proximidad geográfica al lugar de origen.
Terreros, 2011

Una visión similar pone más énfasis en la región del Golfo Pérsico en el Cercano Oriente (Fernandes, 2012).

El haplogrupo I ... data de hace aproximadamente 25 mil años y en general es más frecuente en Europa ..., pero los hechos de que tenga un pico de frecuencia en la región del Golfo y que sus valores más altos de diversidad se encuentren en el Golfo, Anatolia y el sureste de Europa sugieren que su origen probablemente se encuentre en el Cercano Oriente y/o Arabia ...

## Distribución

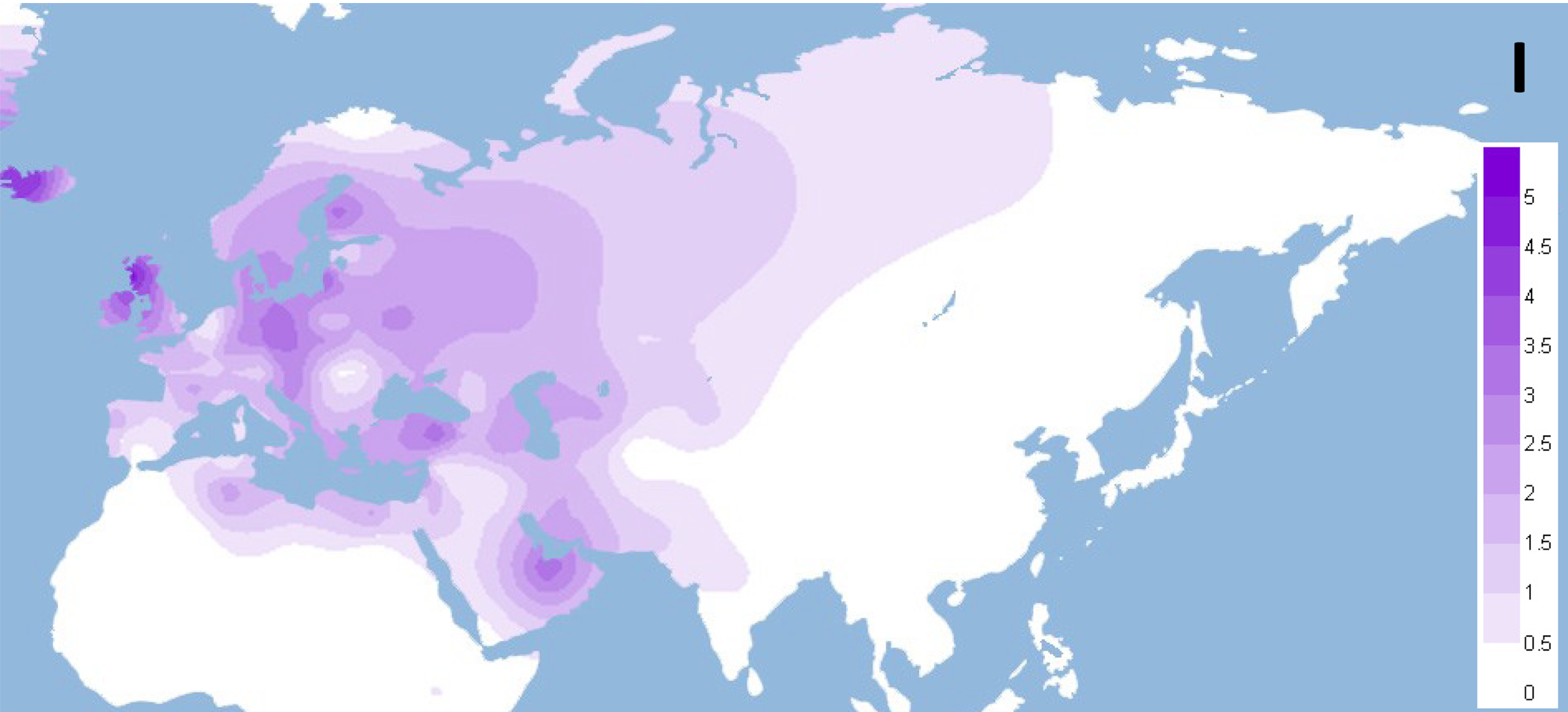
Frecuencias proyectadas del haplogrupo I de ADN mitocondrial

El haplogrupo I se encuentra con frecuencias moderadas a bajas en África Oriental, Europa, Asia Occidental y Asia Meridional (Fernandes, 2012). Además de los siete clados confirmados, el raro clado basal/parafilético I* se ha observado en tres individuos: dos de Somalia y uno de Irán (Olivieri, 2013).

### África
Las frecuencias más altas del haplogrupo mitocondrial I observadas hasta ahora aparecen entre los hablantes de lenguas cusitas, específicamente los El Molo (23 %) y los Rendille (>17 %) en el norte de Kenia (Castrì, 2008). El clado también se encuentra en frecuencias comparables entre los soqotris (~22%).
| Población      | Ubicación | Familia Lingüística     | N     | Frecuencia | Fuente                        |
| -------------- | --------- | ----------------------- | ----- | ---------- | ----------------------------- |
| Amhara         | Etiopía   | Afroasiática > Semítica | 1/120 | 0.83%      | Kivisild, 2004                |
| Egipcios       | Egipto    | Afroasiática > Semítica | 2/34  | 5.9%       | Stevanovitch, 2004            |
| Beta Israel    | Etiopía   | Afroasiática > Cusita   | 0/29  | 0.00%      | Behar, 2008a                  |
| Dawro Konta    | Etiopía   | Afroasiática > Omótica  | 0/137 | 0.00%      | Castrì, 2008 y Boattini, 2013 |
| Etiopía        | Etiopía   | No determinado          | 0/77  | 0.00%      | Soares, 2011                  |
| Judíos etíopes | Etiopía   | Afroasiática > Cusita   | 0/41  | 0.00%      | Non, 2011                     |
| Gurage         | Etiopía   | Afroasiática > Semítica | 1/21  | 4.76%      | Kivisild, 2004                |
| Hamer          | Etiopía   | Afroasiática > Omótica  | 0/11  | 0.00%      | Castrì, 2008 y Boattini, 2013 |
| Ongota         | Etiopía   | Afroasiática > Cusita   | 0/19  | 0.00%      | Castrì, 2008 y Boattini, 2013 |
| Oromo          | Etiopía   | Afroasiática > Cusita   | 0/33  | 0.00%      | Kivisild, 2004                |
| Tigrai         | Etiopía   | Afroasiática > Semítica | 0/44  | 0.00%      | Kivisild, 2004                |
| Daasanach      | Kenia     | Afroasiática > Cusita   | 0/49  | 0.00%      | Poloni, 2009                  |
| El Molo        | Kenia     | Afroasiática > Cusita   | 12/52 | 23.08%     | Castrì, 2008 y Boattini, 2013 |
| Luo            | Kenia     | Nilo-Sahariana          | 0/49  | 0.00%      | Castrì, 2008 y Boattini, 2013 |
| Masái          | Kenia     | Nilo-Sahariana          | 0/81  | 0.00%      | Castrì, 2008 y Boattini, 2013 |
| Nairobi        | Kenia     | Níger-Congo             | 0/100 | 0.00%      | Brandstatter, 2004            |
| Nyangatom      | Kenia     | Nilo-Sahariana          | 1/112 | 0.89%      | Poloni, 2009                  |
| Rendille       | Kenia     | Afroasiática > Cusita   | 3/17  | 17.65%     | Castrì, 2008 y Boattini, 2013 |
| Samburu        | Kenia     | Nilo-Sahariana          | 3/35  | 8.57%      | Castrì, 2008 y Boattini, 2013 |
| Turkana        | Kenia     | Nilo-Sahariana          | 0/51  | 0.00%      | Castrì, 2008 y Boattini, 2013 |
| Hutu           | Ruanda    | Níger-Congo             | 0/42  | 0.00%      | Castrì, 2009                  |
| Dinka          | Sudán     | Nilo-Sahariana          | 0/46  | 0.00%      | Krings, 1999                  |
| Sudán          | Sudán     | No determinado          | 0/102 | 0.00%      | Soares, 2011                  |
| Burunge        | Tanzania  | Afroasiática > Cusita   | 1/38  | 2.63%      | Tishkoff, 2007                |
| Datoga         | Tanzania  | Nilo-Sahariana          | 0/57  | 0.00%      | Tishkoff, 2007 y Knight, 2003 |
| Iraqw          | Tanzania  | Afroasiática > Cusita   | 0/12  | 0.00%      | Knight, 2003                  |
| Sukuma         | Tanzania  | Níger-Congo             | 0/32  | 0.00%      | Tishkoff, 2007 y Knight, 2003 |
| Turu           | Tanzania  | Níger-Congo             | 0/29  | 0.00%      | Tishkoff, 2007                |
| Yemeníes       | Yemen     | Afroasiática > Semítica | 0/114 | 0.00%      | Kivisild, 2004                |

### Asia
El haplogrupo I está presente en Asia Occidental y Asia Central, y también se encuentra con frecuencias muy bajas en Asia Meridional. Su área de mayor frecuencia es probablemente el norte de Irán (9.7%). Terreros (2011) señala que también tiene una alta diversidad en esta región y reitera estudios previos que han sugerido que este podría ser su lugar de origen. Se ha encontrado en la población Svan de Georgia (Cáucaso) con una frecuencia del 4.2% en el clado I*. A continuación se muestra una tabla con algunas de las poblaciones donde se ha detectado.
| Población               | Familia Lingüística | N      | Frecuencia | Fuente               |
| ----------------------- | ------------------- | ------ | ---------- | -------------------- |
| Baluchi                 | Indoeuropea         | 0/39   | 0.00%      | Quintana-Murci, 2004 |
| Brahui                  | Dravídica           | 0/38   | 0.00%      | Quintana-Murci, 2004 |
| Cáucaso (Georgia)*      | Kartveliana         | 1/58   | 1.80%      | Quintana-Murci, 2004 |
| Druzos                  | –                   | 11/311 | 3.54%      | Shlush, 2008         |
| Gilaki                  | Indoeuropea         | 0/37   | 0.00%      | Quintana-Murci, 2004 |
| Gujarati                | Indoeuropea         | 0/34   | 0.00%      | Quintana-Murci, 2004 |
| Hazara                  | Indoeuropea         | 0/23   | 0.00%      | Quintana-Murci, 2004 |
| Hunza Burusho           | Aislada             | 2/44   | 4.50%      | Quintana-Murci, 2004 |
| India                   | –                   | 8/2544 | 0.30%      | Metspalu, 2004       |
| Irán (norte)            | –                   | 3/31   | 9.70%      | Terreros, 2011       |
| Irán (sur)              | –                   | 2/117  | 1.70%      | Terreros, 2011       |
| Kalash                  | Indoeuropea         | 0/44   | 0.00%      | Quintana-Murci, 2004 |
| Kurdo (Irán occidental) | Indoeuropea         | 1/20   | 5.00%      | Quintana-Murci, 2004 |
| Kurdo (Turkmenistán)    | Indoeuropea         | 1/32   | 3.10%      | Quintana-Murci, 2004 |
| Lur                     | Indoeuropea         | 0/17   | 0.00%      | Quintana-Murci, 2004 |
| Makrani                 | Indoeuropea         | 0/33   | 0.00%      | Quintana-Murci, 2004 |
| Mazandaraní             | Indoeuropea         | 1/21   | 4.80%      | Quintana-Murci, 2004 |
| Pakistaní               | Indoeuropea         | 0/100  | 0.00%      | Quintana-Murci, 2004 |
| Pakistán                | –                   | 1/145  | 0.69%      | Metspalu, 2004       |
| Parsi                   | Indoeuropea         | 0/44   | 0.00%      | Quintana-Murci, 2004 |
| Pathan                  | Indoeuropea         | 1/44   | 2.30%      | Quintana-Murci, 2004 |
| Persa                   | Indoeuropea         | 1/42   | 2.40%      | Quintana-Murci, 2004 |
| Shugnan                 | Indoeuropea         | 1/44   | 2.30%      | Quintana-Murci, 2004 |
| Sindhi                  | Indoeuropea         | 1/23   | 8.70%      | Quintana-Murci, 2004 |
| Turco (Azerbaiyán)      | Túrquica            | 2/40   | 5.00%      | Quintana-Murci, 2004 |
| Turco (Anatolia)*       | Túrquica            | 1/50   | 2.00%      | Quintana-Murci, 2004 |
| Turcomano               | Túrquica            | 0/41   | 0.00%      | Quintana-Murci, 2004 |
| Uzbeco                  | Túrquica            | 0/42   | 0.00%      | Quintana-Murci, 2004 |

### Europa

#### Europa del Este
En Europa del Este, la frecuencia del haplogrupo I es generalmente menor que en Europa Occidental (1 a 3 por ciento), pero su frecuencia es más consistente entre las poblaciones, con menos lugares de extremos altos o bajos. Hay dos excepciones notables. Nikitin (2009) encontró que los Lemkos (un subgrupo o grupo coétnico de los Rusyns) en los Montes Cárpatos tienen la "frecuencia más alta de haplogrupo I (11.3%) en Europa, idéntica a la de la población de la isla de Krk (Croacia) en el Mar Adriático".
| Población            | N      | Frecuencia | Fuente               |
| -------------------- | ------ | ---------- | -------------------- |
| Boyko                | 0/20   | 0.00%      | Nikitin, 2009        |
| Hutsul               | 0/38   | 0.00%      | Nikitin, 2009        |
| Lemko                | 6/53   | 11.32%     | Nikitin, 2009        |
| Bielorrusos          | 2/92   | 2.17%      | Belyaeva, 2003       |
| Rusia (Europea)      | 3/215  | 1.40%      | Helgason, 2001       |
| Rumanos (Constanza)  | 59     | 0.00%      | Bosch, 2006          |
| Rumanos (Ploiești)   | 46     | 2.17%      | Bosch, 2006          |
| Rusia                | 1/50   | 2.0%       | Malyarchuk, 2001     |
| Ucrania              | 0/18   | 0.00%      | Malyarchuk, 2001     |
| Croacia (Continente) | 4/277  | 1.44%      | Pericić, 2005        |
| Croacia (Krk)        | 15/133 | 11.28%     | Cvjetan, 2004        |
| Croacia (Brač)       | 1/105  | 0.95%      | Cvjetan, 2004        |
| Croacia (Hvar)       | 2/108  | 1.9%       | Cvjetan, 2004        |
| Croacia (Korčula)    | 1/98   | 1%         | Cvjetan, 2004        |
| Herzegovinos         | 1/130  | 0.8%       | Cvjetan, 2004        |
| Bosnios              | 6/247  | 2.4%       | Cvjetan, 2004        |
| Serbios              | 4/117  | 3.4%       | Cvjetan, 2004        |
| Macedonios           | 2/146  | 1.4%       | Cvjetan, 2004        |
| Macedonios Romani    | 7/153  | 4.6%       | Cvjetan, 2004        |
| Eslovenos            | 2/104  | 1.92%      | Malyarchuk, 2003     |
| Bosnios              | 4/144  | 2.78%      | Malyarchuk, 2003     |
| Polacos              | 8/436  | 1.83%      | Malyarchuk, 2003     |
| Cáucaso (Georgia)*   | 1/58   | 1.80%      | Quintana-Murci, 2004 |
| Rusos                | 5/201  | 2.49%      | Malyarchuk, 2003     |
| Bulgaria/Turquía     | 2/102  | 1.96%      | Helgason, 2001       |

#### Europa Occidental
En Europa Occidental, el haplogrupo I es más común en el noroeste de Europa (Noruega, la isla de Skye y las Islas Británicas). La frecuencia en estas áreas varía entre el 2 y el 5 por ciento. Su frecuencia más alta se encuentra en Bretaña, Francia, donde representa más del 9 por ciento de la población en Finistère. Es poco común e incluso ausente en otras partes de Europa Occidental (Iberia, el suroeste de Francia y partes de Italia).
| Población                          | Idioma                           | N      | Frecuencia | Fuente                |
| ---------------------------------- | -------------------------------- | ------ | ---------- | --------------------- |
| Austria/Suiza                      | –                                | 4/187  | 2.14%      | Helgason, 2001        |
| Vasco (Zona Mixta)                 | Vasco/Labourdin costero          | 0/56   | 0.00%      | Martínez-Cruz, 2012   |
| Vasco (Álava)                      | Vasco/Occidental                 | 0/55   | 0.00%      | Martínez-Cruz, 2012   |
| Vasco (Bizkaia)                    | Vasco/Bizkaiera                  | 1/59   | 1.69%      | Martínez-Cruz, 2012   |
| Vasco (Navarra Central/Occidental) | Vasco/Alto Navarro Meridional    | 2/63   | 3.17%      | Martínez-Cruz, 2012   |
| Vasco (Gipuzkoa)                   | Vasco/Gipuzkoano                 | 0/57   | 0.00%      | Martínez-Cruz, 2012   |
| Vasco (Navarra Laborista)          | Vasco/Bajo Navarro               | 0/68   | 0.00%      | Martínez-Cruz, 2012   |
| Vasco (Navarra Norte/Occidental)   | Vasco/Alto Navarro Septentrional | 0/51   | 0.00%      | Martínez-Cruz, 2012   |
| Vasco (Roncal)                     | Vasco/Roncalés-Salacenco         | 0/55   | 0.00%      | Martínez-Cruz, 2012   |
| Vasco (Soule)                      | Vasco/Suletino                   | 0/62   | 0.00%      | Martínez-Cruz, 2012   |
| Vasco (Gipuzkoa Sur/Oeste)         | Vasco/Bizkaiera                  | 0/64   | 0.00%      | Martínez-Cruz, 2012   |
| Béarn                              | Francés                          | 0/51   | 0.00%      | Martínez-Cruz, 2012   |
| Bigorra                            | Francés                          | 0/44   | 0.00%      | Martínez-Cruz, 2012   |
| Burgos                             | Español                          | 0/25   | 0.00%      | Martínez-Cruz, 2012   |
| Cantabria                          | Español                          | 0/18   | 0.00%      | Martínez-Cruz, 2012   |
| Chalosse                           | Francés                          | 0/58   | 0.00%      | Martínez-Cruz, 2012   |
| Dinamarca                          | –                                | 6/105  | 5.71%      | Mikkelsen, 2010       |
| Inglaterra/Gales                   | –                                | 12/429 | 3.03%      | Helgason, 2001        |
| Finlandia                          | –                                | 1/49   | 2.04%      | Torroni, 1996         |
| Finlandia/Estonia                  | –                                | 5/202  | 2.48%      | Helgason, 2001        |
| Francia (Finisterre)               | –                                | 2/22   | 9.10%      | Dubut, 2003           |
| Francia (Morbihan)                 | –                                | 0/40   | 0.00%      | Dubut, 2003           |
| Francia (Normandía)                | –                                | 0/39   | 0.00%      | Dubut, 2003           |
| Francia (Périgord-Lemosín)         | –                                | 2/72   | 2.80%      | Dubut, 2003           |
| Francia (Var)                      | –                                | 2/37   | 5.40%      | Dubut, 2003           |
| Francia/Italia                     | –                                | 2/248  | 0.81%      | Helgason, 2001        |
| Alemania                           | –                                | 12/527 | 2.28%      | Helgason, 2001        |
| Gran Canaria                       | –                                | 6/214  | 2.80%      | García-Olivares, 2023 |
| Islandia                           | –                                | 21/467 | 4.71%      | Helgason, 2001        |
| Irlanda                            | –                                | 3/128  | 2.34%      | Helgason, 2001        |
| Italia (Toscana)                   | –                                | 2/48   | 4.20%      | Torroni, 1996         |
| La Rioja                           | Español                          | 1/51   | 1.96%      | Martínez-Cruz, 2012   |
| Aragón Norte                       | Español                          | 0/26   | 0.00%      | Martínez-Cruz, 2012   |
| Orcadas                            | –                                | 5/152  | 3.29%      | Helgason, 2001        |
| Saami                              | –                                | 0/176  | 0.00%      | Helgason, 2001        |
| Escandinavia                       | –                                | 12/645 | 1.86%      | Helgason, 2001        |
| Escocia                            | –                                | 39/891 | 4.38%      | Helgason, 2001        |
| España/Portugal                    | –                                | 2/352  | 0.57%      | Helgason, 2001        |
| Suecia                             | –                                | 0/37   | 0.00%      | Torroni, 1996         |
| Vizcaya Oeste                      | Español                          | 0/18   | 0.00%      | Martínez-Cruz, 2012   |
| Isla de Skye                       | –                                | 15/246 | 6.50%      | Helgason, 2001        |

### Muestras históricas y prehistóricas
El haplogrupo I ha estado ausente de muestras antiguas europeas encontradas en sitios funerarios del Paleolítico y Mesolítico hasta fechas recientes. En 2017, en un sitio en la isla italiana de Cerdeña, se encontró una muestra con el subclado I3, datada entre 9124 y 7851 a.C. (Modi, 2017). En el Cercano Oriente, en el Levante, se encontró una muestra con un subclado aún no definido, datada entre 8850 y 8750 a.C., mientras que en Irán se encontró una muestra más reciente con el subclado I1c, datada entre 3972 y 3800 a.C. (Lazaridis, 2016). En la España neolítica (ca. 6090–5960 a.C. en Paternanbidea, Navarra) se halló una muestra con un subclado aún no definido (Olivieri, 2013).
El haplogrupo I muestra una fuerte conexión con las Migraciones indoeuropeas, especialmente los subclados I1, I1a1 e I3a, que se han encontrado en las culturas Poltavka y Srubnaya en Rusia (Mathieson 2015), entre antiguos escitas (Der Sarkissian 2011), y en entierros de la Cultura de la cerámica cordada y Cultura de Unetice en Sajonia (Brandt, 2013). El subclado I3a también se ha encontrado en la Cultura Unetice en Lubingine, Alemania, datada entre 2200 y 1800 a.C. Haplogrupo I (con subclados no determinados) también se ha observado en frecuencias significativas en sitios históricos recientes (Melchior, 2008 y Hofreiter, 2010).
En 2013, Nature anunció la publicación del primer estudio genético utilizando secuenciación de genoma completo para determinar la línea ancestral de un individuo del Antiguo Egipto. El estudio, liderado por Carsten Pusch de la Universidad de Tubinga en Alemania y Rabab Khairat, publicado en el Journal of Applied Genetics, analizó ADN extraído de las cabezas de cinco momias egipcias. Una de las momias probablemente pertenecía al subclado I2. Además, se encontró haplogrupo I en momias del sitio arqueológico de Abusir el-Meleq en el Egipto Medio, datadas en los períodos tardío del Nuevo Reino, dinastía ptolemaica y provincia romana de Egipto.
El subclado I5 también se ha observado en especímenes del cementerio principal en Kulubnarti, Sudán, del período cristiano temprano (550–800 d.C.).

#### Muestras con subclados determinados
| Cultura                  | País     | Sitio                             | Fecha             | Haplogrupo | Fuente                        |
| ------------------------ | -------- | --------------------------------- | ----------------- | ---------- | ----------------------------- |
| Unetice                  | Alemania | Esperstedt                        | 2050–1800 a.C.    | I1         | Adler 2012; Brandt 2013       |
| Campaniforme             | Alemania | —                                 | 2600–2500 a.C.    | I1a1       | Lee 2012; Olivieri 2013       |
| Unetice                  | Alemania | Plotzkau 3                        | 2200–1550 a.C.    | I1a1       | Brandt 2013                   |
| Srubnaya                 | Rusia    | Rozhdestveno I, Estepas de Samara | 1850–1600 a.C.    | I1a1       | Mathieson 2015                |
| Seh Gabi                 | Irán     | —                                 | 3972–3800 a.C.    | I1c        | Lazaridis 2016                |
| Cami de Can Grau         | España   | —                                 | 3500–3000 a.C.    | I1c1       | Sampietro 2007; Olivieri 2013 |
| Egipto Tardío-Ptolemaico | Egipto   | —                                 | 806 a.C.–124 d.C. | I2         | Khairat 2013                  |
| Su Carroppu              | Italia   | —                                 | 9124–7851 a.C.    | I3         | Modi 2017                     |

#### Muestras con subclados desconocidos
| Poblaciones | N    | Frecuencia | Fuente                         |
| --- | ---- | ---------- | ------------------------------ |
| Edad de Hierro Romana Bøgebjerggård (1–400 d.C.) Simonsborg (1–200 d.C.) Skovgaarde (200–400 d.C.)                | 3/24 | 12.5%      | Melchior 2008a, Hofreiter 2010 |
| Vikingos Galgedil (1000 d.C.) Cementerio Kongemarken (1000–1250 d.C.) Cementerio medieval Riisby (1250–1450 d.C.) | 4/29 | 13.79%     | Melchior 2008, Hofreiter 2010  |